# Дополнительная секунда
Дополни́тельная (високо́сная, ска́чущая) секу́нда, или секу́нда координа́ции, — секунда, иногда добавляемая (теоретически возможно и вычитание) в шкалу всемирного координированного времени (UTC) для согласования его со средним солнечным временем UT1.
Практика введения дополнительной секунды, действующая с 1972 года, привела к ряду проблем, поэтому начиная с 2000-х годов в международных организациях обсуждается отказ от такой практики.

## Правила вставки дополнительной секунды
Дополнительная секунда добавляется по астрономическим наблюдениям в конце суток по всемирному времени 30 июня или 31 декабря так, чтобы время UTC не отличалось от UT1 более, чем на ±0,9 секунды. Считается, что в такие дни после времени 23:59:59 идёт 23:59:60.
Объявление о дополнительной секунде осуществляется Международной службой вращения Земли. Теоретически возможно также и вычитание одной секунды, если средние солнечные сутки окажутся короче календарных, при этом после времени 23:59:58 будет следовать 00:00:00 (23:59:59 опускается). На практике отрицательные дополнительные секунды никогда не объявлялись.
Поскольку вращение Земли постепенно замедляется, разница между средними солнечными сутками и сутками в СИ (составляющими ровно 24 часа) в среднем растёт. Приливное замедление и изменение формы Земли, как основные факторы этой сложной зависимости, требуют вводить дополнительные секунды с ускорением примерно 64 секунд/век².
Как следствие, в будущем дополнительные секунды надо будет вводить всё чаще и чаще, в каждом следующем веке надо будет вводить примерно на 64 секунды больше, чем в предыдущем. Так, в XXII веке надо будет вводить в среднем по две секунды в год, а через 2000 лет — примерно раз в месяц.

## Датирование событий вблизи дополнительной секунды
События вблизи положительной дополнительной секунды получают дату и время следующим образом:
Вблизи отрицательной:

## Сложность учёта дополнительных секунд
Автономные часы, в том числе часы-календари, игнорируют дополнительную секунду, так как она вводится не по календарному признаку, и заранее запрограммировать расписание невозможно. Иначе обстоят дела с устройствами, имеющими внешнюю синхронизацию. Распространённый протокол синхронизации времени NTP содержит средства информирования о наступающей дополнительной секунде. Спутники системы GPS передают уведомление о наступающей секундной коррекции, но большинство GPS-приёмников работают по протоколу NMEA, который передаёт информацию только об уже наступившей дополнительной секунде. Таким образом, устройство, имеющее внешнюю синхронизацию, может либо учитывать наступление дополнительной секунды, либо синхронизировать собственные часы уже после корректировки.
Разработчики GPS не стали связываться с дополнительными секундами и создали собственную временную шкалу, синхронизировав время с UTC всего один раз — в 1980 году при запуске (поэтому постоянная разница между временем GPS и TAI составляет 19 секунд). ГЛОНАСС использует UTC и в результате программной ошибки навигационная система была сутки недоступна для пользователей после добавления дополнительной секунды в ночь с 30 июня на 1 июля 1997 года и дополнительной корректировки внутренних часов.

## О возможной отмене дополнительных секунд
В 2009 году Международный астрономический союз (МАС) предложил отказаться от практики введения дополнительных секунд — вращение Земли замедляется, и коррекцию придётся проводить все чаще. Вместо этого ещё в 2005 году было предложено прибавлять к всемирному координированному времени один час — оценки показывали, что такое расхождение могло быть достигнуто в пределах нескольких сотен лет. Однако решение не было принято, и на сайте МАС появилось лишь обращение ко всем членам союза, датированное 26 января 2006 года, — сообщить о своём опыте, как положительном, так и отрицательном, связанном с применением дополнительных секунд.
Международная служба вращения Земли в своих бюллетенях сообщала следующее:

После многих лет обсуждений предложение о фундаментальном переопределении UTC будет вынесено на окончательное голосование в январе 2012 года на заседании МСЭ-R в Женеве. Это предложение остановит вставочные корректировки, известные как дополнительные секунды, которые поддерживают UTC как форму всемирного времени.
Оригинальный текст (англ.)After years of discussions, a proposal to fundamentally redefine UTC will come to a conclusive vote in January 2012 at the ITU-R in Geneva. This proposal would halt the intercalary adjustments known as leap seconds that maintain UTC as a form of Universal Time.
В январе 2012 года Сектор радиосвязи МСЭ (МСЭ-R) принял решение отложить фундаментальное переопределение UTC до 2015 года. В ноябре 2015 года возможность отмены дополнительных секунд рассматривалась на Всемирной конференции радиосвязи (World Radiocommunication Conference, WRC-15), которая является международным регулирующим органом, отвечающим за переопределение UTC. Было принято решение о необходимости дальнейших исследований и пересмотре вопроса в 2023 году.
В 2020 году было зафиксировано 28 самых коротких суток за всю историю наблюдений с 1960 года. В связи с этим появились мнения учёных о возможном объявлении «отрицательной дополнительной секунды», а также о том, что такая необходимость может подтолкнуть решение к окончательному прекращению практики введения дополнительных секунд.
В ноябре 2022 года на очередной Генеральной конференции по мерам и весам (ГКВМ) было предложено отказаться от дополнительных секунд к 2035 году. Возможным решением может стать допущение расхождения между UT1 и UTC до одной минуты — такое расхождение, по некоторым оценкам, может накопиться за 50—100 лет. ГКВМ планировала проконсультироваться с другими международными организациями и к 2026 году решить вопрос о предельной величине расхождения. Среди тех, кто на ГКВМ призвал отказаться от дополнительной секунды до 2035 года, были представители Канады, США и Франции. Однако Россия, проголосовавшая против этого предложения, хотела отодвинуть дату до 2040 года (или позже) для решения технических проблем в ГЛОНАСС. Сторонники отказа от дополнительной секунды считают, что в далёком будущем, когда расхождение станет значительным, могут быть найдены более элегантные способы перенастройки UTC и UT1, чем дополнительная секунда. Также высказывалось мнение, что значительное расхождение может быть устранено переходом страны в другой часовой пояс.